# Mech Arena
Mech Arena (auch Mech Arena: Robot Showdown) ist ein Free-to-play-Arena-Shooter, der vom israelischen Entwicklerstudio Plarium entwickelt und veröffentlicht wurde. Das erschien am 12. August 2021 für Android und iOS, nachdem eine Beta-Version ab 2018 spielbar war. Anfang 2022 wurde das Spiel auch für Windows und macOS veröffentlicht.

## Spielprinzip
Mech Arena ist ein Arena-Shooter, der in einer Third-Person-Perspektive gespielt wird. Der Spieler steuert einen Mech, den er zuvor aus verschiedenen Teilen (Mech, Waffe und Pilot) zusammensetzt. Die Mechs selbst sind in vier Klassen aufgeteilt und haben je nach Klasse verschiedene Stärken und Schwächen; so haben Mechs der Klasse „Attacker“ stärkere Angreife und „Tanks“ bessere Verteidigungsmöglichkeiten. An einen Mech sind zwei Waffen angebracht; die Waffen können aus acht Klassen gewählt werden. Piloten geben passive Boni, etwa können sie die Größe des Waffenmagazins erhöhen.
Das Spiel kann in 2-gegen-2- oder in 5-gegen-5-Teams gespielt werden, die spielbaren Modi sind „Control Points“ und „Deathmatch“. Das Ziel in Control Points ist es, bestimmte Zielpunkte auf der Karte einzunehmen und zu verteidigen. In Deathmatch geht es darum, möglichst viele gegnerische Mechs zu zerstören.
Mech Arena ist ein Free-to-play-Spiel. Der Spieler erhält zu Beginn mehrere Mechs, Waffen und Piloten gestellt, jedoch werden Münzen benötigt, um weitere Mechs, Waffen und Piloten freizuschalten oder sie zu verbessern. Münzen erhält der Spieler langsam durch bloßes Spielen oder durch Bezahlen von Echtgeld mit In-App-Käufen.

## Entwicklung und Veröffentlichung
Mech Arena wurde vom israelischen Entwicklerstudio Plarium entwickelt und veröffentlicht. Von 2018 bis 2021 war das Spiel in einer öffentlichen Betaphase spielbar. Am 12. August 2021 wurde das Spiel schließlich in seiner Vollversion für Android und iOS veröffentlicht. Anfang 2022 wurde Mech Arena Plariums Game-Launcher Plarium Play hinzugefügt und somit für Windows und macOS verfügbar gemacht. Seit seiner Veröffentlichung wurden dem Spiel durch Updates weitere Mechs, Piloten und Waffen hinzugefügt. So ging Plarium mit dem Fußballspieler Neymar eine Kooperation, sodass dieser als Pilot hinzugefügt wurde.

## Rezeption
Shaun Walton von Pocket Gamer lobte die Tiefe, die das Spiel durch die vielen Anpassungsmöglichkeiten erhalte, und bezeichnete Mech Arena als eines der besten Shooter-Spiele für Smartphones. Auch Tommaso Pugliese von multiplayer.it fand das Spielprinzip unterhaltsam und meinte, dass das Spiel auch technisch überzeuge. Er kritisierte das Free-to-play-Modell, da bereits nach wenigen Stunden der Spieler ohne Einsatz von Echtgeld nur sehr langsam Fortschritte mache und sich das Spiel daher schnell nach Pay-to-win anfühle.